# Monestir de Santa Maria d'Iguàcel
L'església de Santa Maria d'Iguàcel és una església romànica espanyola en Larrosa, Jacetania, província d'Osca, Aragó. Es troba a la vall anomenada de la Garcipollera prop del Camí de Sant Jaume. El monestir va tenir gran devoció i va ser molt famós en la seva època, tant, que el rei Sancho Ramírez li concedeix la vila propera de Larrosa. Pot accedir-se a ella per la carretera de Canfranc, prenent el desviament en arribar a Castiello de Jaca, des d'allí seguir la vall.
El temple va ser declarat Bé d'Interès Cultural, amb la categoria de Monument pel Reial decret de 8 de juny de 1990 del Ministeri de Cultura, que es va publicar en el Butlletí Oficial de l'Estat de 13 de juny de 1990.

## Història
El seu origen es remunta als anys 1040 o 1050 en què comença la seva construcció per ordre del comte Galindo, un important senyor aragonès d'aleshores, i finançada per Donya Urraca i el Comte Sancho, institutor del rei Sancho Ramírez. No obstant això, després de la seva mort, i heretada pel seu fill Sancho Galíndez, aquesta va ser remodelada al gust del seu nou amo, molt proper al de la catedral de Jaca, com s'aprecia en la inscripció que es troba en la part superior de la portada. Es data el final de les obres en 1072, any en el qual es van acabar les obres de remodelació que es van fer seguint els gustos de la cort jaquesa, substituint la porta oest per un pòrtic jaqués amb tejaroz sostingut per permòdols i una important inscripció sota ells que data l'església i als seus autors. A més es van adornar totes les finestres amb parells de fines columnes rematades en capitells. També es van fer remodelacions a l'interior, decorant l'absis amb arquería encegada de cinc elements, que va deixar sense funció els finestrals originals. No obstant això, la torre quadrangular és posterior, segle xiii o Segle XIV. També la decoració de l'absis es va fer en segles posteriors, al segle xv, amb pintures gòtiques en les quals es representen figures de sants, la vida de la verge i el calvari de Crist. Les primeres notícies del temple es troben en un escrit de 1068.
En 1080, l'església és donada al monestir de Sant Joan de la Penya. Més tard es va instal·lar una petita comunitat de monges cistercenques que va romandre fins a 1212, quan es traslladarien a Cambrón on els hiverns no eren tan durs, i al final la comunitat es va traslladar al Monestir Cistercenc de Santa LLúcia de Saragossa.

## Descripció
La importància de l'edifici estreba a ser una de les primeres esglésies d'Aragó amb capçalera semicircular, característica que s'estendria més tard per tota la Jacetania. A més presenta importants pintures murals i escultures. La seva construcció es va realitzar en diferents etapes.
Es tracta d'un edifici de planta rectangular, d'única nau, de gran altura, tancada amb una techumbre de fusta a dues aigües.
La capçalera està formada per un curt presbiteri cobert per una volta de canó que acaba en un absis tancat per una volta de forn o de quart d'esfera. La nau s'obre en tres portes: la frontal, a l'Oest, una lateral en el mur Sud i una al Nord que dona accés a la torre quadrangular.

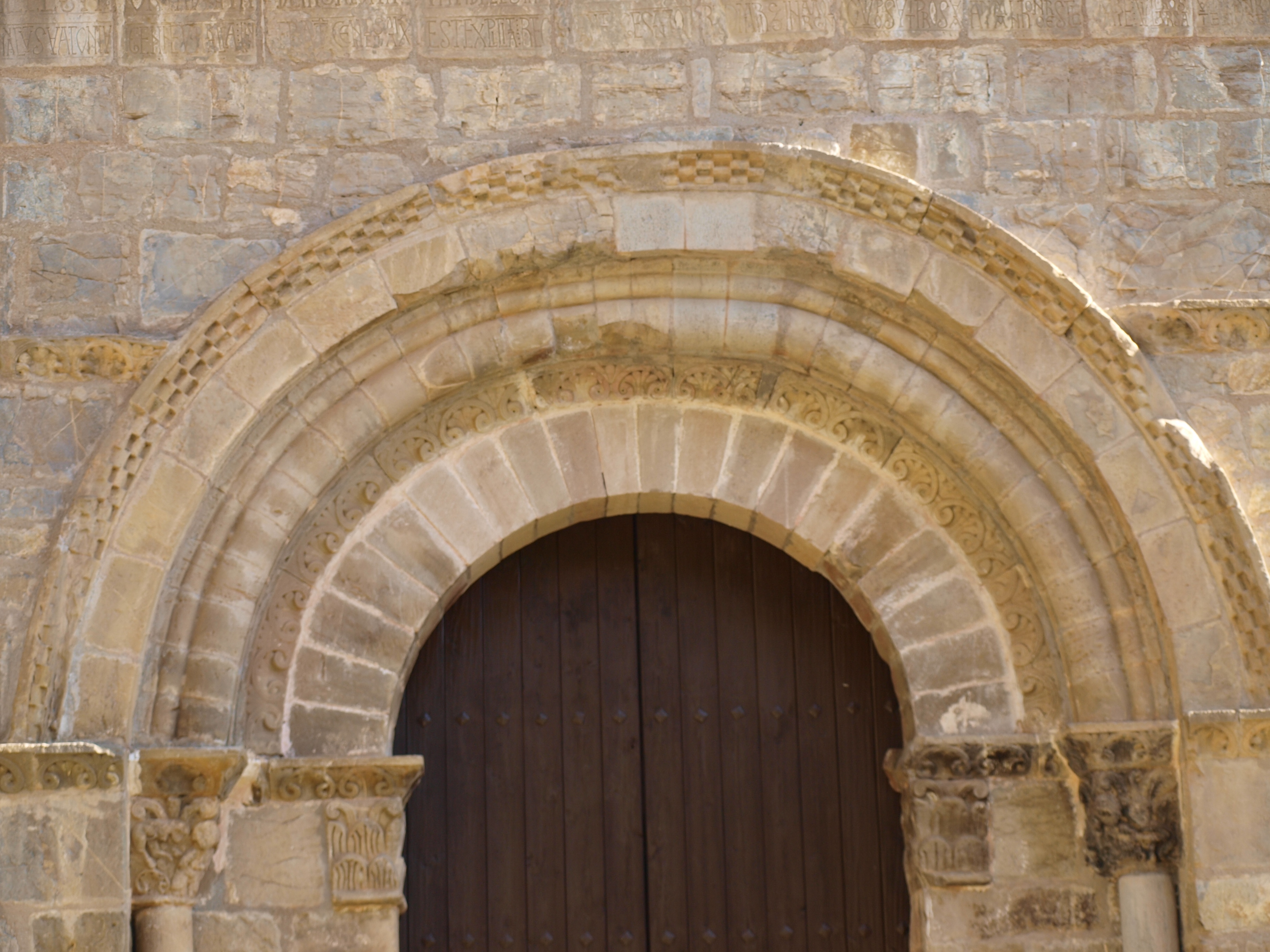
Detall de la portada de l'església on es poden observar perfectament les arquivoltes.

La portada de l'església sobresurt en un cos que es perllonga cap amunt en dos contraforts que escorten el finestral superior, en forma d'arc de mig punt que se sustenta sobre dues columnes llises amb capitells decorats amb figures humanes.
El conjunt de la portada es forma amb cinc arquivoltes: la primera dovelada, la segona amb palmetes, després un baquetó dividit en tres i finalment una arquivolta dovellada rematada amb una altra formada de taqueado jaqués. La primera arquivolta descansa sobre dos capitells de palmetes que decoren els brancals de la porta. Sobre aquesta portada se sobreposa un tejaroz sostingut per permòdols, una teulada sortint. Sobre aquesta portada trobem una inscripció, escrita en la remodelació de 1072, en llatí en la qual es pot llegir:
"Aquesta és la porta del Senyor per on entren els fidels a la casa del senyor, que és l'església fundada en honor de Santa Maria. Ha estat fabricada per mandat del comte Sancho amb la seva dona Urraca. Ha estat acabada en l'era 1110 (1072 en el nostre calendari actual), regnant Sancho Ramírez a Aragó, el qual va oferir per la seva ànima en honor de Santa Maria la vila anomenada Larrosa, perquè li doni el Senyor la vida eterna, amén. L'escriptor d'aquestes lletres es diu Aznar i el mestre de les pintures es diu Galindo Garcés."
Aquesta inscripció és molt rara, perquè molt poques vegades es pot trobar en esglésies d'aquestes dimensions als autors de les obres, sembla que tenen un sentit propagandístic. De les pintures que Aznar, autor d'aquesta inscripció, diu fetes per Galindo, avui no queden restes doncs posteriorment es van pintar altres gòtiques.
Existeixen altres obertures: dues finestres laterals en el mur Sud d'arc de mig punt, suportat per dues petites columnes amb un capitell decorat amb motius vegetals, unida per una imposta a l'altura dels capitells que a manera de cornisa decorada les uneix. A més apareixen tres finestres més en l'absis, formades per arcs de mig punt, recolzades en capitells decorats, avui restaurats, i altres quatre obertures en el campanar.
L'absis té quatre contraforts, dos en els extrems, dividint el mur en tres draps, en els quals s'obren els tres finestrals. A l'altura dels capitells es desenvolupa una imposta que uneix les tres obertures. La cornisa de l'absis està decorada amb escacat, asseient-se sobre permòdols. L'interior de l'absis està decorat amb pintures, classificades com a pintura gòtica internacional del segle xv; per sota es troben representats els apòstols i més per sota, separats per les finestres, escenes de la verge, per damunt es representen escenes del calvari de Crist envoltades per àngels.
L'església té un conjunt escultòric romànic considerable format per: capitells (en un total de 22 peces tant a l'interior com en l'exterior), Permòdols amb decoració vegetal, geomètrica i figurativa i una basa de columna datats al segle xi.

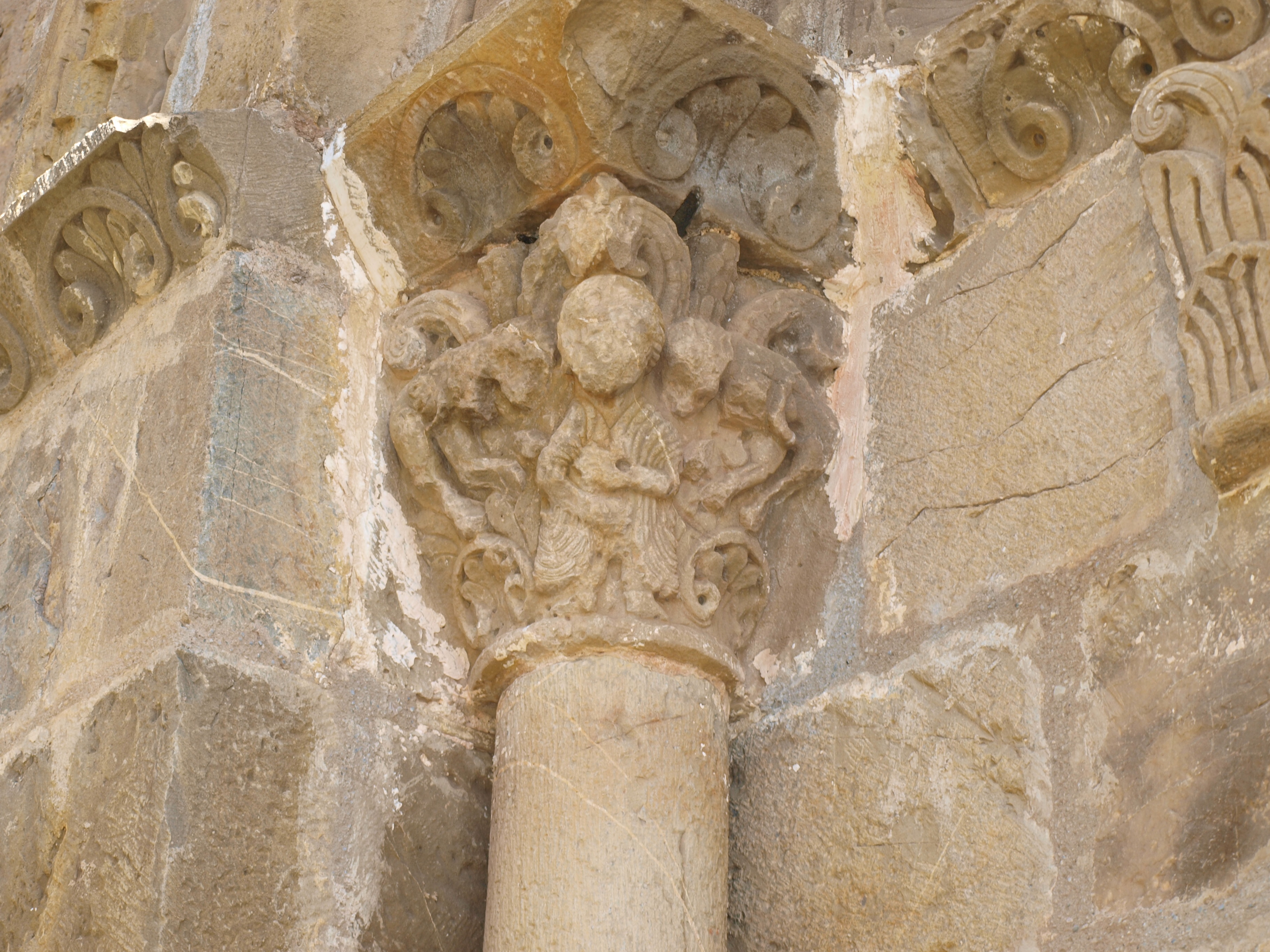
Detall d'un dels capitells originals de l'església.

La talla romànica de la verge, d'Iguácel (que comparteix característiques amb les talles romàniques d'Agüero i Ayerbe), igual que ocorre amb la resta de les obres escultòriques exemptes que tenia en el seu interior, es conserven en el Museu Diocesà de Jaca.